# Казбек
Казбек (груз. მყინვარწვერი, трансліт. Мкінвар_цвері) або მწვერვალი ყაზბეგი (мцвервалі Казбеґі) — Льодовика наконечник або пік Казбек), ос. Сæна, Хъазыбег або Чырыстийы цъупп, чеч. Башлам) — стратовулкан, найсхідніший п'ятитисячник Кавказу, розташований у східній частині центрального Кавказу, на кордоні Грузії і Росії (Північна Осетія).
Повз гору проходить Воєнно-Грузинська дорога. На схилі Казбека зі сторони Дар'яльської ущелини (3 600 м) розташована Казбекська метеостанція (яка не працює), частина якої переобладнана в гірський притулок (альпійський притулок/альпійська хижа).

## Назва
Назва Казбек з'явилась на початку XIX ст. «На початку XIX ст. при проході поселення біля підніжжя гори володів князь Казбек, його ім'я й стало назвою аула Казбеґі, по аулу росіянами прийнято назву гори», — пише дослідник В. А. Ніконов.
Про це ж написано в Лермонтовській енциклопедії: «Свою назву [Казбек] отримав на початку 19 ст. від імені знатного місцевого жителя Габріела Казбека (Казбеґі). Тоді ж перейменовано в Казбеґі і село Степан-Цмінда (Святий Степан), розташоване біля підніжжя Казбека В 30-і рр. 19 ст. це було невелике село (60—70 будинків)». З 2007 р. Казбеґі знову Степанцмінда, зараз це селище міського типу, центр Казбеґського муніципалітету.

## Галерея

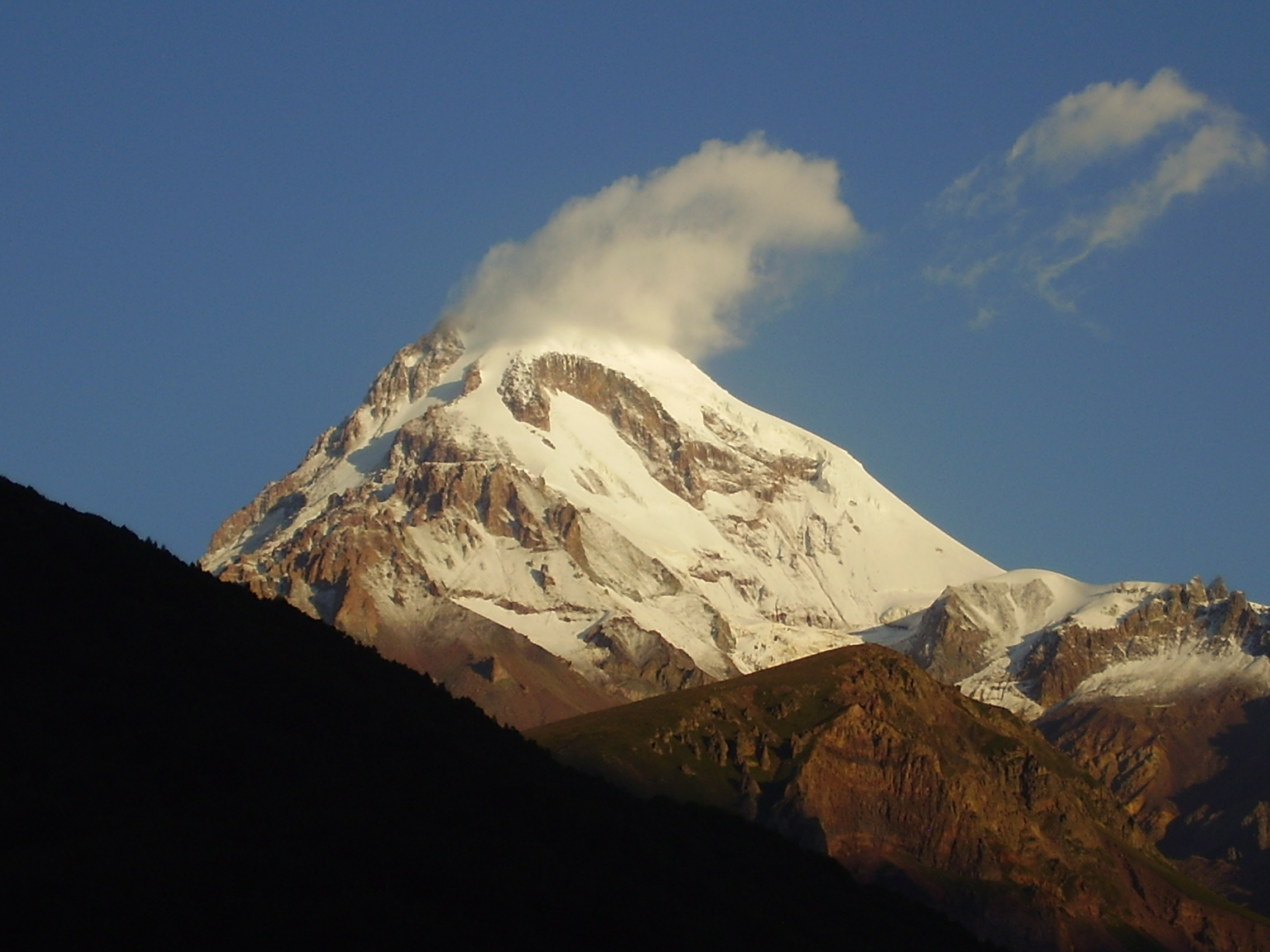
Казбек. Серпень 2011